# Tracie Ruiz
Pour les articles homonymes, voir Ruiz.
Tracie Lehuanani Ruiz-Conforto, née le 4 février 1963 à Honolulu, est une nageuse synchronisée américaine.

## Palmarès
Tracie Ruiz remporte la médaille d'or par équipe aux Jeux panaméricains de 1979 puis est sacrée championne américaine en 1981. Elle conserve ce titre jusqu'en 1986. Elle est double championne du monde en 1982 en solo et en duo. Ruiz est double médaillée d'or aux Jeux panaméricains de 1983, en solo et en duo.
Tracie Ruiz remporte deux médailles d'or aux Jeux olympiques de 1984 se tenant à Los Angeles, l'une en solo et l'autre en duo avec Candy Costie. Il en est de même aux Jeux panaméricains de 1987. Aux Jeux olympiques de 1988 à Séoul, elle est vice-championne olympique en solo.
Elle est intronisée à l'International Swimming Hall of Fame en 1993.